# 劉天蘭
劉天蘭（英語：Tina Liu，1957年12月3日—），祖籍四川成都，香港著名形象設計師，被譽為才女，形象聖手。

## 背景
劉天蘭家有一兄一姊，在香港灣仔摩理臣山道報館員工宿舍長大，與查良鏞和梁羽生為鄰居。父親是劉芃如，母親是《新晚報》副刊編輯。四歲時，父親不幸於泰國遇上空難離世。她早年就讀銅鑼灣百德新街華納學校暨幼稚園（現址為華納大廈）、聖保羅男女小學以及聖保羅男女中學，於1974年即16歲時移民加拿大溫哥華，並在當地的Eric Hamber Secondary School完成高中課程。1978年獲得温哥華華埠小姐冠軍，同年暑假回港，隨即簽約成為無綫電視合約藝員。除幕前演出外兼任幕後電影製作助理及副導演。1981年返回加拿大繼續大學學業。一年後回港。她多元化的事業包括化妝師、模特兒、演員、歌手、電影副導演、《號外》作者和執行編輯，Esprit時裝集團形象總監，唱片公司擁有者，電台台長及節目主持，亦曾為香港演藝人協會副會長及秘書長，現任香港電影美術學會副會長。她亦於1988年和1998年時先後任職亞洲電視和新城電台。前夫是岑建勳，1984年結婚，1988年離婚，育有一女岑寧兒。1994年創辦全港首間形象顧問專門店「架勢堂」。
她現已淡出幕前，繼續活躍於形象顧問及形象培訓專業，其撰寫的散文及形象文章散見於香港及大陸多份刊物，共有著作七本，包括2013年初出版之自傳《原來天蘭》。2013年11月，於銅鑼灣利園一期開設首間配飾專門店「Tina's Choice」。2018年，於《阿SAM & 阿TAM HAPPY TOGETHER演唱會 PART ll金曲速遞 》演唱會中，每一場都於紅館後台裡替許冠傑及譚詠麟修改衣服。

## 演出作品

### 電視劇
- 1978年：《孤家寡人》 飾 Tina
- 1978年：《奮鬥》 飾 Agnes
- 1979年：《網中人》
- 1980年：《京華春夢》 飾 洪起業太太
- 1981年：《迷離世界(第6集)菲林幽魂》 飾 女鬼
- 2019年：《理想國》 飾 Liv Chang

### 電影
- 1980年：《撞到正》
- 1980年：《喝采》
- 1981年：《愛殺》 飾 Joy
- 1985年：《夏日福星》
- 1985年：《平安夜》
- 1988年：《鬼掹腳》 飾 王老師
- 1991年：《豪門夜宴》
- 1992年：《我愛扭紋柴》
- 1997年：《初戀無限Touch》 飾 Tina
- 2000年：《得閒炒飯》客串 Eleanor
- 2010年：《上上下下》 飾 四姑女友
- 2010年：《歲月神偷》 飾 Flora母親
- 2012年：《37》
- 2013年：《一個複雜故事》
- 2016年：《寒戰II 》
- 2017年：《以青春的名義》
- 2017年：《白色女孩》
- 2019年：《八個女人一台戲》

### 音樂
- 1981年：三人行
- 1985年：兩個女人
- 1986年：陪着你走
- 1987年7月8日：City Girl

## 外部連結
- 劉天蘭的Facebook專頁
- 劉天蘭的Instagram帳戶
- 劉天蘭的新浪微博
- 劉天蘭在香港影庫上的簡介
- 劉天蘭在互联网电影资料库（IMDb）上的資料（英文）